# سند چشم‌انداز ۱۴۰۴ ایران
سند چشم‌انداز بیست‌سالهٔ ایران، سندی جهت تبیین افقی برای توسعهٔ ایران در زمینه‌های مختلف فرهنگی، علمی، اقتصادی، سیاسی و اجتماعی است که توسط مجمع تشخیص مصلحت نظام به پیشنهاد خود این مجمع تدوین شده است. اجرای این چشم‌انداز از سال ۱۳۸۴ و در قالب چهار برنامهٔ توسعهٔ ۵ ساله انجام می‌گیرد. سال ۱۴۰۴ خورشیدی (۲۰۲۵ میلادی) افق چشم‌انداز است.
هفتهٔ ۱۳ الی ۲۰ آبان با عنوان «هفتهٔ پاسداشت سند چشم‌انداز» از طرف کمیسیون چشم‌انداز نام‌گذاری گردید.

## پیشینه
پیشینهٔ طراحی چشم‌انداز در ایران پیش از انقلاب ایران، طراحی چشم‌انداز، حتی برای دورهٔ حاکمیت محمدرضا پهلوی نیز مطرح بود که بحث «رسیدن به دروازه‌های تمدّن بزرگ و احیای عظمت مجدّد ایران همانند عصر هخامنشی» را در نظر داشت.

پس از انقلاب نیز همواره اینگونه برنامه‌ریزی‌های بلند مدت ارائه می‌شد. به همین ترتیب در دههٔ ۱۳۷۰ خورشیدی، با ارائه طرح‌های نسبتاً مشابهی، مانند چشم‌انداز بیست سالهٔ این روند پیگیری شد که البته فرجام موفقی نداشته‌اند. به عنوان مثال در سال ۱۳۷۴ از سوی‏ هاشمی رفسنجانی طرح ایجاد تمدن اسلامی ۱۴۰۰ مطرح گردید و او خبر از تحقّق این طرح در سال ۱۴۰۰ خورشیدی داد. هاشمی با خوشبینی تمام در این باره در اواخر دوران ریاست جمهوری خود چنین اظهار نمود:
«... مردم می‌دانند که دولت برای سال ۱۴۰۰ یعنی ۲۵ سال دیگر طرحی آماده می‌کند که آن روز تمدن واقعی اسلام که هیچگاه در طول تاریخ اسلامی در یک کشور اسلامی تحقق نیافته، در ایران ساخته خواهد شد.»

«شما ۲۵ سال را در نظر بگیرید، با رشد هفت درصدی که ما در مجموع هفت سال داشتیم ببینید اگر در همهٔ ابعاد برنامه‌ریزی شده باشد، چه اتفاقی در کشور می‌افتد… نتیجه همان است که اسم آن را تمدن اسلامی می‌گذاریم.»

### طرح ساماندهی اقتصادی
یکی از طرح‌های دیگری که حتی تا مرحلهٔ ابلاغ هم پیش رفت، اما پس از آن به بایگانی طرح‌ها سپرده شد، «طرح ساماندهی اقتصادی» کشور بود. این طرح پس از تدوین براساس دیدگاه‌های کارشناسی، به هیئت دولت رفت و در آنجا مورد بررسی قرار گرفت و سرانجام در مرداد ۱۳۷۷ به تصویب نهایی سید علی خامنه ای هم رسید. اما طرح مزبور گرچه دارای اهدافی مطلوب بود، چارچوب اجرایی نیافت و بسیاری از اهداف و سیاست‌های آن اجرایی نشد و همین امر باعث شد که کارشناسان و صاحب‌نظران بر این باور گردند که «چشم‌انداز ایران ۱۴۰۴ گرچه طرح ارزشمندی است اما سرنوشت طرح‌های دیگر، که در مقام اجرا حتی از چشم‌انداز بیست ساله هم جلوتر رفته بودند، باعث می‌شود که با این طرح، با احتیاط و دقت بیشتری رفتار شود و این که اگر به تبیین جزئیات این سند و بسترسازی اجرای آن همّت نگردد، سپرده‌شدن آن به بایگانی محتمل و شاید حتمی باشد.

### طرح سند چشم‌انداز بیست ساله
دربارهٔ چگونگی تدوین و تصویب سند چشم‌انداز بیست ساله، باید گفت که به شکست طرح‌های چشم‌انداز-گونهٔ پیشین در کشور از سال ۱۳۷۶ در دبیرخانهٔ مجمع تشخیص مصلحت نظام این احساس وجود داشت که سامانهٔ کلان‌خط و مشی‌گذاری راهبردی کشور و مدیریت آن دچار نقص و ناهماهنگی و فاقد اهداف اجماعی است و این که سیاست‌های کلّی نظام در یک جهت خاص و معین تدوین نمی‌شود، به همین دلیل در سال ‏۱۳۷۸ بحثی با عنوان «افق آینده» در دبیرخانهٔ مجمع تشخیص آغاز گردید که سرآغاز طرح سند چشم‌انداز شد. به تعبیر دبیر این مجمع، پس از آن که موضوع، نزد سید علی خامنه‌ای مطرح گردید، او این مسئله را «یک حلقهٔ مفقودهٔ راهبردی» تعبیر و به مجمع تشخیص مصلحت نظام ابلاغ کرد که چشم‌انداز بیست‌سالهٔ آیندهٔ کشور را ترسیم کنند.
مجمع نیز کمیسیون خاصی را از اعضای خود مأمور تدوین این چشم‌انداز نمود و طی یکسال، چشم‌انداز پیشنهادی با برگزاری چهل جلسه کمیسیون مزبور و با کمک گروه‌های زیر تدوین گردید:
1. سازمان مدیریت و برنامه‌ریزی دولت جمهوری اسلامی ایران.
2. گروه تدوین استراتژی توسعهٔ صنعتی کشور وابسته به وزارت صنایع و معادن.

از اعضای مجمع تشخیص، افراد زیر جزو کمیسیون تدوین سند چشم‌انداز بوده‌اند:
محسن رضایی، زنگنه، حبیب‌الله عسگر اولادی، نبوی، ایروانی، محمد هاشمی، علی اکبر ولایتی، مجید انصاری، حسین مظفر
بنا به اظهار محسن رضایی، دبیر مجمع، اصل سند چشم‌انداز پس از کارشناسی‌های اولیه، بلافاصله در صحن مجمع طرح گردید و با حداقل تغییرات، مورد تصویب قرار گرفت. به تعبیر او «شاید جزو دستورهای خیلی نادری بود که حداقل تغییرات داده شد و به جز سه تا چهار کلمه، چیز دیگری تغییر پیدا نکرد.» مسئولیت گروه کارشناسی «چشم‌انداز» در دبیرخانهٔ مجمع تشخیص مصلحت نظام را کاظم نجفی علمی و میرزاده برعهده داشتند.

### تصویب سند در مجمع تشخیص مصلحت و ابلاغ
واگذاری تدوین سند چشم‌انداز به مجمع تشخیص مصلحت نظام، با این استدلال انجام پذیرفته که چون سند چشم‌انداز خود نوعی تدوین سیاست کلّی نظام است، پس در حیطهٔ وظایف مجمع می‌باشد. در هر حال، سند چشم‌انداز در آذر ماه سال ۱۳۸۲ به عنوان برنامهٔ بیست‌سالهٔ کشور و با عنوان «چشم‌انداز جمهوری اسلامی ایران در افق ۱۴۰۴ ه‍. ش» از سوی سید علی خامنه‌ای به رئیس‌جمهوری وقت، محمد خاتمی، ابلاغ شد.

## متن سند چشم‌انداز
جامعهٔ ایرانی در افق این چشم‌انداز چنین ویژگی‌هایی خواهد داشت:
- توسعه‌یافته، متناسب با مقتضیات فرهنگی، جغرافیایی و تاریخی خود و متکی بر اصول اخلاقی و ارزش‌های اسلامی، ملی و انقلابی با تأکید بر: مردم‌سالاری دینی، عدالت اجتماعی، آزادی‌های مشروع، حفظ کرامت و حقوق انسان‌ها و بهره‌مند از امنیت اجتماعی و قضایی.
- برخوردار از دانش پیشرفته، توانا در تولید علم و فناوری، متکی بر سهم برتر منابع انسانی و سرمایهٔ اجتماعی در تولید ملی.
- امن، مستقل و مقتدر با سامان دفاعی مبتنی بر بازدارندگی همه‌جانبه و پیوستگی مردم و حکومت.
- برخوردار از سلامت، رفاه، امنیت غذایی، تأمین اجتماعی، فرصت‌های برابر، توزیع مناسب درآمد، نهاد مستحکم خانواده به دور از فقر، فساد، تبعیض و بهره‌مند از محیط‌زیست مطلوب.
- فعال، مسئولیت‌پذیر، ایثارگر، مؤمن، رضایت‌مند، برخوردار از وجدان کاری، انضباط روحیهٔ تعاون و سازگاری اجتماعی، متعهد به انقلاب و نظام اسلامی و شکوفایی ایران و مفتخر به ایرانی بودن.
- دست‌یافته به جایگاه اول اقتصادی، علمی و فناوری در سطح منطقهٔ آسیای جنوب غربی (شامل آسیای میانه، قفقاز، خاورمیانه و کشورهای همسایه) با تأکید بر جنبش نرم‌افزاری و تولید علم، رشد پرشتاب و مستمر اقتصادی، ارتقاء نسبی سطح درآمد سرانه و رسیدن به اشتغال کامل.
- الهام‌بخش، فعال و مؤثر در جهان اسلام با تحکیم الگوی مردم‌سالاری دینی، توسعهٔ کارآمد، جامعهٔ اخلاقی، نواندیشی و پویایی فکری و اجتماعی، تأثیرگذار بر همگرایی اسلامی و منطقه‌ای براساس تعالیم اسلامی و اندیشه‌های امام خمینی (ره).
- دارای تعامل سازنده و مؤثر با جهان براساس اصول عزت، حکمت و مصلحت.

ملاحظه: در تهیه، تدوین و تصویب برنامه‌های توسعه و بودجه‌های سالیانه، این نکته مورد توجه قرار گیرد که شاخص‌های کمی کلان آن‌ها از قبیل نرخ سرمایه‌گذاری، درآمد سرانه، تولید ناخالص ملی، نرخ اشتغال و تورم، کاهش فاصلهٔ درآمد میان دهک‌های بالا و پایین جامعه، رشد فرهنگ و آموزش و پژوهش و توانایی‌های دفاعی و امنیتی، باید متناسب با سیاست‌های توسعه و اهداف و الزامات چشم‌انداز، تنظیم و تعیین گردد و این سیاست‌ها و هدف‌ها به صورت کامل مراعات شود.

## ضرب سکه به مناسبت سالگرد تدوین سند چشم‌انداز
از سوی مجمع تشخیص مصلحت به‌منظور پاسداشت هفتهٔ سند چشم‌انداز، پیشنهادی برای ضرب سکه «یادبود سالروز سند چشم‌انداز» به بانک مرکزی ارائه شد. مقرر شد سازمان تولید اسکناس و مسکوک در هماهنگی با «کمیسیون پاسداشت سند چشم‌انداز» در دبیرخانهٔ مجمع، از نماد سند چشم‌انداز برای طرح ضرب سکه استفاده کند. این نماد، به نشانه هشت بند مندرج در سند، از یک «گل هشت پَر» تشکیل شده که در مرکز آن دایره‌ای با نشان رسمی جمهوری اسلامی دیده می‌شود.

### سکه‌شناسی
طرح یک طرف این سکه (روی سکه) همانند سکهٔ دو هزار ریالی می‌باشد (نوشته جمهوری اسلامی ایران در بالا، نوشته ۲٬۰۰۰ در وسط، کلمهٔ ریال در زیر آن و دو خوشه گندم در طرفین آن). در طرح پشت سکه، واژهٔ «ایران ۱۴۰۴» در بالای سکه و در پایین، سال ضرب سکه (۱۳۹۱) حک شده است. همچنین در وسط سکه نیز نماد سند چشم‌انداز جمهوری اسلامی ایران به صورت تصویر و نوشتار ضرب گردیده است.
در حاشیهٔ سکه، بیست دایره به صورت از کوچک تا بزرگ و موافق حرکت عقربه‌های ساعت از کنار کلمهٔ «ایران ۱۴۰۴» شروع و در دور سکه امتداد یافته و به همان واژه ختم می‌شود. تعداد دوایر نشان‌دهندهٔ زمان در نظر گرفته شده برای تحقق اهداف سند چشم‌انداز بوده و از کوچک به بزرگ ادامه یافتن آن‌ها بدان معناست که طی بیست سال با گذشت زمان پیشرفت به سمت جلو بوده و هر سال به سمت اهداف سند چشم‌انداز پیش رفته تا به تمامی اهداف این سند دست پیدا شود.

## میزان تحقق اهداف اقتصادی سند چشم‌انداز
در ۱۶ آبان ۹۷ برخی شاخص و اهداف اقتصادی سند مورد بررسی قرار گرفت که نتایج آن به صورت زیر ارزیابی شده است:
- رشد اقتصادی ایران در این مدت (از زمان ابلاغ در سال ۱۳۸۴ تا ۱۳۹۷) بسیار پرنوسان و سطح پایین بوده است، بطوریکه با توجه به وضعیت کشور و زمان باقی مانده به‌نظر نمی‌رسد تا سال ۱۴۰۴ در شاخص رشد اقتصادی به قدرت اول اقتصادی منطقه برسد.
- نرخ بیکاری کشور در سال ۱۳۹۶ که آخرین نرخ بیکاری منتشر شده بود ۱۲٫۱ درصد است. این نشان می‌دهد در این شاخص هم علی‌رغم اهدافی که در سند چشم‌انداز منعکس شده است ایران نتوانسته به یک نرخ بیکاری تک رقمی دست یابد.
- کشور در رابطه با چشم‌انداز بنگاه‌های اقتصادی رتبهٔ ۱۱۹ را در میان ۱۴۰ کشور جهان دارد که نشان می‌دهد، در بحث فضای کسب و کار شرایط مهیا نشده است.
- در مورد ثبات اقتصادی و شاخص‌های آن، ایران از جایگاه خوبی برخوردار نیست و اقتصاد کشور یک اقتصاد بی‌ثبات را نشان می‌دهد، به نحوی که در میان سایر کشورها رتبهٔ ۱۱۷ را دارد.
- نرخ بیکاری دانش‌آموختگان آموزش عالی در سال ۱۳۹۶ حدود ۲۰ درصد بوده که این نرخ برای کشوری که می‌خواهد در حوزهٔ سند چشم‌انداز قدرت اول اقتصادی باشد گویای وضعیت خوبی نیست.
- براساس آخرین گزارش مجمع جهانی اقتصاد، ایران رتبهٔ ۱۳۶ را دارد؛ یعنی نتوانسته زمینهٔ شغلی متناسب با فرهنگ و مذهب خود برای زنان ایجاد کند.
- بررسی شاخص‌های مختلف رقابت پذیری اقتصاد، فضای کسب و کار، علم و فناوری، برونگرایی اقتصاد، سرمایه‌گذاری و منابع آن طی دورهٔ ۱۳۸۴ تا ۱۳۹۴ بیانگر عدم توفیق در قرار گرفتن در مسیر توسعهٔ اقتصاد رقابتی و برونگر مورد تأکید سند چشم‌انداز بوده است.[۹]
- تحقق سند چشم‌انداز مبنی بر «دست یافته به جایگاه اول منطقه» به لحاظ حجم تولید بسیار سخت و غیرقابل دسترس شده است.[۹]

## ارزیابیبرنامه‌های پنج سالهتوسعه کشور از منظر تحقق اهداف اقتصادی سند
- عملکرد شاخص رشد اقتصادی[۱۰]

برنامه اول بالاترین و برنامه پنجم کمترین رشد اقتصادی را داشته است.
| عنوان             | برنامه اول ۱۳۶۸–۱۳۷۲ | برنامه دوم ۱۳۷۴–۱۳۷۸ | برنامه سوم ۱۳۷۹–۱۳۸۳ | برنامه چهارم ۱۳۸۴–۱۳۸۸ | برنامه پنجم ۱۳۹۰–۱۳۹۴ |
| ----------------- | -------------------- | -------------------- | -------------------- | ---------------------- | --------------------- |
| متوسط رشد اقتصادی | ۷/۴                  | ۳/۲                  | ۶/۱                  | ۴/۴                    | ۰/۳۸-                 |

- عملکرد شاخص رشد تورم[۱۰]

در سالهای ۱۳۶۰–۱۳۶۸ مجموع نرخ تورم ۱۹/۳ درصد بود. بعد از جنگ نرخ تورم با یک سیر صعودی به ۴۹/۴ درصد رسید و در سال ۱۳۷۴ بالاترین نرخ تورم ایران بعد از انقلاب ۵۷ ثبت شد. در برنامه دوم نرخ تورم با تأسیس حساب ذخیره ارزی کاهش یافت. متوسط نرخ تورم در برنامه سوم به ۱۵/۷ درصد کاهش یافت که پایین‌ترین متوسط نرخ تورم در میان برنامه‌های توسعه پس از انقلاب است. در برنامه چهارم توسعه به دلیل عدم انضباط مالی و پولی و نیز تحریمهای بین‌المللی نرخ تورم از ۱۰/۸ درصد سال ۱۳۸۸ به ۳۰/۵ درصد سال ۱۳۹۱ افزایش یافت. متوسط نرخ تورم برنامه چهارم ۱۷/۶۶ درصد شد. در اواخر برنامه پنجم ارائه تصویر مثبت و رو به بهبود از فضای بین‌المللی در کنار سیاست انضباط مالی و کنترل رشد پایه پول، منجر به تورم تک رقمی گردید.
| عنوان           | برنامه اول | برنامه دوم | برنامه سوم | برنامه چهارم | برنامه پنجم |
| --------------- | ---------- | ---------- | ---------- | ------------ | ----------- |
| نرخ تورم (درصد) | ۱۸/۸       | ۲۵/۶۲      | ۱۴/۲       | ۱۵/۳۸        | ۲۲/۸۴       |

- عملکرد شاخص تحولات ارزی[۱۰]

در خصوص نظام ارزی، از سال ۱۳۶۷ و طی برنامه اول توسعه، نظام شناور مدیریت شده و تک نرخی نمودن ارز بر بازار حاکم شد. در سال ۱۳۷۲ سیاست یکسان‌سازی نرخ ارز به اجرا درآمد و نرخ‌های سه‌گانه ملغی شد و نرخ جدید ۱۵۰۰ ریال بر هر دلار انتخاب شد. در برنامه سوم توسعه عمدتاً در قالب سیاست تثبیت و پذیرش نظام چندنرخی ارز عمل شد. در نهایت در سال ۱۳۸۱دولت سیاست یکسان‌سازی نرخ ارز اعمال کرد. شکاف قابل توجه بین نرخ رسمی و بازار آزاد در نیمه اول ۱۳۸۹، شکل‌گیری بحران ارزی از نیمه دوم ۱۳۹۰ و تشدید آن در سال ۱۳۹۱ به دنبال تشدید تحریم‌های بین‌المللی و شکل‌گیری نظام چندگانه ارزی در برنامه چهارم توسعه رخ داد. کاهش نوسانات نرخ ارز و ایجاد ثبات در نرخ دلار در کنار عدم توفیق در آزادسازی و یکسان‌سازی نرخ ارز در برنامه پنجم بود.
- عملکرد بازار کار و اشتغال

عملکرد برنامه اول نشان داد تحقق اهداف پیش‌بینی شده تا حدودی از موفقیت نسبی برخوردار بوده. در برنامه سوم اصلاح قوانین بازار کار در کنار اجرای سیاست فعال بازار بهبود نسبی عملکرد اشتغال را به دنبال داشت. عملکرد برنامه چهارم در اشتغال زایی از طریق بنگاه‌های زودبازده و مشاغل خانگی و کارآفرینی موفقیت‌آمیز نبود و طی سالهای ۱۳۸۵–۱۳۹۰ سالانه ۱۴۰۰۰ شغل ایجاد شد که با ۲/۵ میلیون شغل وعده داده شده توسط دولت تفاوت فاحشی داشت. در برنامه پنجم هم سیاست مشخصی در جهت اشتغال زایی ارائه نشد.
| عنوان             | برنامه اول | برنامه دوم | برنامه سوم | برنامه چهارم | برنامه پنجم |
| ----------------- | ---------- | ---------- | ---------- | ------------ | ----------- |
| نرخ بیکاری (درصد) | ۹/۱        | ۱۳/۰۳      | ۱۲/۶۸      | ۱۱/۱۲        | ۱۱/۲۸       |

- عملکرد شاخص بهره‌وری

بهره‌وری کل عوامل تولید در برنامه اول تا پنجم روندی کاهشی دارد.
| عنوان                 | برنامه اول | برنامه دوم | برنامه سوم | برنامه چهارم | برنامه پنجم |
| --------------------- | ---------- | ---------- | ---------- | ------------ | ----------- |
| رشد بهره‌وری نیروی کار | ۳/۴۲       | ۱/۵۲       | ۲/۱۹       | ۳/۳۱         | ۱/۲۲-       |
| رشد بهره‌وری سرمایه    | ۰/۹۳       | ۰/۸۵       | ۱/۲۴       | ۰/۴۴-        | ۲/۸۹-       |
| رشد بهره‌وری کل اقتصاد | ۲/۱۷       | ۱/۱۸       | ۱/۷۲       | ۱/۴۳         | ۲/۰۵-       |

عملکرد شاخص کاهش نابرابری و توزیع درآمد
شاخص نسبت دهک بالا به پایین طی برنامه اول کاهش محسوسی نداشت. در این دوره یکسان‌سازی نرخ ارز، آزادسازی قیمتها و اجرای سیاست تعدیل اقتصادی موجب افزایش شدید قیمتها و نرخ تورم ۴۹/۴ درصد شد و رویکرد رونق تولید و رشد اقتصادی بود تا عدالت اجتماعی. در برنامه دوم در کنار خصوصی‌سازی و رشد اقتصادی، به عدالت اجتماعی نیز توجه شد و نسبت دهک بالا به پایین، از ۱۶/۱ در سال ۱۳۷۴ به ۱۵/۴ در سال ۱۳۷۸ بهبود یافت و در برنامه سوم از ۱۵ در سال ۱۳۷۹ به ۱۴/۶ در سال ۱۳۸۳ کاهش یافت ولی ضریب جینی به بالای ۰/۴ رسید. در برنامه چهارم، اتخاذ سیاستها و طرح‌هایی نظیر مسکن مهر و توزیع یارانه نقدی موجب شد شاخص نسبت دهک بالا به پایین از ۱۴/۵ در سال ۱۳۸۴ به ۱۴/۱ در سال ۱۳۸۸ و ۱۰/۷۹ در سال ۱۳۹۱ کاهش یابد. ضریب جینی نیز به ۰/۳۸ کاهش یافت. در برنامه پنجم توسعه، ضریب جینی به ۰/۳۹ افزایش یافت و در وضعیت توزیع درآمد بهبودی حاصل نشد.
| دوره و برنامه‌های توسعه                      | دوره ۱۳۵۷–۱۳۶۷ | برنامه اول ۱۳۶۸–۱۳۷۲ | برنامه دوم ۱۳۷۴–۱۳۷۸ | برنامه سوم ۱۳۷۹–۱۳۸۳ | برنامه چهارم ۱۳۸۴–۱۳۸۸ | برنامه پنجم ۱۳۹۰–۱۳۹۴ |
| ------------------------------------------- | -------------- | -------------------- | -------------------- | -------------------- | ---------------------- | --------------------- |
| ضریب جینی                                   | ۰/۴۱۷          | ۰/۳۹۸                | ۰/۳۹۹                | ۰/۴۰۶                | ۰/۳۹۶۸                 | ۰/۳۷۵                 |
| سهم ۱۰ درصد ثروتمندترین به ۱۰ درصد فقیرترین | ۱۹/۷۱۸         | ۱۶/۳۴۰               | ۱۵/۱۸۰               | ۱۵/۴۲                | ۱۴/۴۴                  | ۱۱/۵۱                 |

- عملکرد شاخص سیاست خارجی

| ارزش به میلیارد دلار  | متوسط ۱۳۵۸–۱۳۶۷ | متوسط ۱۳۶۸–۱۳۷۵ | متوسط ۱۳۷۶–۱۳۸۳ | متوسط ۱۳۸۴–۱۳۹۲ |
| --------------------- | --------------- | --------------- | --------------- | --------------- |
| واردات کالا           | ۱۲/۷            | ۱۷/۵            | ۲۰/۶            | ۳۶/۶            |
| صادرات غیرنفتی        | ۰/۶             | ۲/۹             | ۴/۸             | ۱۹/۷            |
| صادرات نفت و گاز      | ۱۲/۲۶           | ۱۵/۸            | ۲۱/۷            | ۷۹/۱            |
| کسری تجاری بدون نفت   | ۱۲/۲            | ۱۴/۶            | ۱۵/۸            | ۴۳/۹            |
| باز بودن تجاری (درصد) | ۱۹/۳            | ۴۰/۹            | ۴۰/۲            | ۴۵/۱            |
| نفوذ واردات (درصد)    | ۹               | ۱۹              | ۱۷              | ۱۷/۶            |

- اندازه دولت

برنامه اول توسعه کمترین و برنامه چهارم به رغم ابلاغ سیاست‌های کلی اصل (۴۴) بیشترین توسعه و تصدی‌های دولت در اقتصاد را داشته است.
| دوره                                          | شوک نفتی  | انقلاب ۵۷ و جنگ | برنامه اول | برنامه دوم | برنامه سوم | برنامه چهارم | برنامه پنجم |
| سال                                           | ۱۳۵۲–۱۳۵۷ | ۱۳۵۸–۱۳۶۷       | ۱۳۶۸–۱۳۷۲  | ۱۳۷۳–۱۳۷۸  | ۱۳۷۹–۱۳۸۳  | ۱۳۸۴–۱۳۸۸    | ۱۳۹۰–۱۳۹۴   |
| --------------------------------------------- | --------- | --------------- | ---------- | ---------- | ---------- | ------------ | ----------- |
| اندازه دولت مرکزی (نسبت بودجه عمومی به تولید) | ۴۵/۱      | ۲۷/۳            | ۱۷/۴       | ۲۲/۱       | ۲۰/۶       | ۲۳/۸         | ۲۱/۹        |
| اندازه بخش عمومی                              | ۶۳/۱      | ۴۰/۸            | ۳۹/۳       | ۵۰/۶       | ۵۳         | ۷۳/۳         | ۷۰/۴        |

### رتبه‌بندی عملکرد برنامه‌های پنج ساله در محورهای اصلی
| برنامه | تولید ملی و رفاه | شاخص‌های مالی، قیمتها و کنترل تورم | بازار کار، اشتغال و بهره‌وری | سیاستهای تجاری و جهانی شدن اقتصاد | عدالت و توزیع درآمد | دولت و ساختار اقتصادی | میانگین رتبه برنامه |
| ------ | ---------------- | --------------------------------- | --------------------------- | --------------------------------- | ------------------- | --------------------- | ------------------- |
| اول    | ۱                | ۲                                 | ۳                           | ۴                                 | ۴                   | ۱                     | ۲/۵                 |
| دوم    | ۲                | ۴                                 | ۲                           | ۳                                 | ۵                   | ۳                     | ۳/۳۳                |
| سوم    | ۳                | ۱                                 | ۱                           | ۲                                 | ۳                   | ۲                     | ۱/۸۳                |
| چهارم  | ۴                | ۳                                 | ۵                           | ۵                                 | ۱                   | ۵                     | ۳/۸۳                |
| پنجم   | ۵                | 1000                              | 1000                        | 1000                              | ۲000000             | ۴                     | ۳/۵                 |